# Normenhierarchie (Deutschland)
Die Normen des deutschen Rechts stehen in einer Normenhierarchie. Das bedeutet, dass höherrangiges Recht entweder das niederrangige Recht zum gleichen Gegenstand verdrängt (Geltungsvorrang) oder dass das niederrangige Recht ergänzend oder subsidiär neben dem höherrangigen Recht steht (so beim Anwendungsvorrang) oder dass das niederrangige Recht im Wege der rangkonformen Auslegung oder Rechtsfortbildung mit dem höherrangigen Recht in Einklang gebracht wird.
Vom Grundgesetz aus betrachtet gibt es Normen mit Vorrang oberhalb des Grundgesetzes (Anwendungsvorrang des Unionsrechts) und Normen im Rang unterhalb des Grundgesetzes (Völkerrecht, Landesrecht).
Das Recht der Europäischen Union genießt einen Anwendungsvorrang gegenüber dem deutschen Recht, einschließlich des deutschen Verfassungsrechts. Bei einer Kollision zwischen dem Unionsrecht und dem deutschen Recht ist zunächst zu versuchen, im Wege der unionsrechtskonformen Auslegung oder gegebenenfalls der unionsrechtskonformen Rechtsfortbildung das deutsche Recht durch eine entsprechende Interpretation (rangkonforme Auslegung oder Rechtsfortbildung) anzupassen. Ist das nach den Regeln der deutschen Methodenlehre nicht möglich, gilt im Überschneidungsbereich zwischen Unionsrecht und deutschem Recht das Unionsrecht anstelle des deutschen Rechts. Im Übrigen gilt das deutsche Recht beim Anwendungsvorrang weiter in den vom Unionsrecht nicht erfassten Fällen.
Anders als das Recht der Europäischen Union steht Völkerrecht als einfaches deutsches Recht unterhalb der Verfassung.
Im Rahmen der bundesstaatlichen Kompetenzordnung ist mit Blick auf die Rechtsetzung zunächst entscheidend, wem durch das Grundgesetz die Gesetzgebungskompetenz im Bundesstaat zugewiesen worden ist (Art. 70 ff. GG). Liegt sie beispielsweise beim Bund – entweder weil der Bund über die ausschließliche Gesetzgebungskompetenz verfügt oder weil er von seinem Recht zur konkurrierenden Gesetzgebung Gebrauch gemacht hat –, so kann das Land in diesem Bereich keine wirksame Regelung mehr treffen.
Im Übrigen ist das Rangverhältnis zwischen Rechtsnormen des Bundes und der Länder im Sinne des Geltungsvorrangs durch Art. 31 GG bestimmt: „Bundesrecht bricht Landesrecht“. Wegen der umfassenden Regelung der Gesetzgebungskompetenzen in den Art. 70 ff. GG erschöpft sich die Bedeutung dieser Vorschrift darin, die Rangordnung des Bundesrechts im Verhältnis zum Landesrecht zu bestimmen.
Das europäische Unionsrecht berührt die Geltung dieser internationalen Hierarchie nicht, denn für diese Rechtsquelle gilt ein Anwendungsvorrang, kein Geltungsvorrang.
Die Rechtsquellen können demnach im Überblick leicht vereinfachend folgendermaßen geordnet werden:
1. Primäres Europarecht (EUV/AEUV)
2. Sekundäres Europarecht (Art. 288 AEUV)
3. Bundesrecht
  - Grundgesetz
  - Völkergewohnheitsrecht (Art. 25 GG)[2][3]
  - förmliches (Parlaments-)Gesetz (Art. 70 ff. GG)
  - Völkervertragsrecht (Art. 59 Abs. 2 GG)
  - sonstiges materielles Gesetz (Rechtsverordnung der Bundesregierung gem. Art. 80 GG; Satzung einer Anstalt oder Körperschaft des Bundesrechts)
4. Landesrecht
  - Landesverfassungsrecht
  - förmliches (Parlaments-)Gesetz
  - sonstiges materielles Gesetz (Rechtsverordnung der Landesregierung; Satzung einer Anstalt oder Körperschaft des Landesrechts einschließlich kommunaler Satzungen)
5. Verwaltungsvorschriften
6. Nicht kodifizierte Rechtsquellen (Gewohnheitsrecht und Richterrecht)[4]

Unterhalb des förmlichen (Parlaments-)Gesetzes im materiellen Sinn, der Rechtsverordnung und der Satzung wären jeweils die Verwaltungsvorschriften anzuordnen.
Verbindliche Einzelakte (Runderlass, Verwaltungsakte, öffentlich-rechtliche Verträge, Urteile) stehen infolge des Vorrangs der Verfassung und des Vorrangs des Gesetzes in der Rangfolge unterhalb jeder Rechtsnorm.
Da diese Normenhierarchie oft als Pyramide visualisiert wird, ist auch der Begriff Normenpyramide an Stelle der Normenhierarchie üblich.

## Die Rechtsquellen nach deutschem Bundesverfassungsrecht im Einzelnen
Die deutsche Verfassung, das Grundgesetz, nennt nicht alle Rechtsquellen. Rechtsquellen können sich im Laufe der Zeit neu entwickeln, aber auch an Bedeutung verlieren, möglicherweise sogar verschwinden. Die Rechtsquellen stehen zueinander in einer Rangordnung.

### Europarecht
Eine sehr bedeutende Rechtsquelle ist inzwischen das Europarecht im engeren Sinne geworden: Bei unionsbezogenen oder übergreifenden Sachverhalten genießt das Europarecht Anwendungsvorrang. Rechtsquellen sind hierbei:
- das Primärrecht: Das sind die Verträge über die Europäische Union (EUV) und die Arbeitsweise der Europäischen Union (AEUV) und gem. Art. 51 AEUV auch die Protokolle zu den Verträgen. Ebenso die Gemeinschaftsgrundrechte[6] (EMRK, Grundrechte der Verfassungsüberlieferungen der Mitgliedsstaaten) gem. Art. 6 Abs. 3 EUV, die EU-Grundrechtecharta gem. Art. 6 Abs. 1 EUV und das Gewohnheitsrecht.[7]
- das Sekundärrecht (Art. 288 AEUV): Das sind die Verordnungen, Richtlinien, Beschlüsse und Empfehlungen (und Stellungnahmen) der Unionsorgane.
- das Tertiärrecht: Delegierte Rechtsakte (Art. 290 AEUV) und Durchführungsrechtsakte (Art. 291 AEUV)[8]

Hinzu treten – insofern vom Rang zwischen Primär- und Sekundärrecht gelegen – völkerrechtliche Vereinbarungen der Europäischen Union, die ihre rechtliche Grundlage in Art. 47 EUV und Art. 216 AEUV finden.
Bei diesen Rechtsquellen ist jedoch die Bindungswirkung zu differenzieren:
- Das Primärrecht bindet nicht nur die Staaten, es gewährleistet auch Rechte für die Bürger der Staaten. Völkerrechtliche Verträge, die die EU abschließt, binden in erster Linie die Organe der EU, also Kommission, Rat, Parlament usw. bei ihren Rechtsetzungen. Allerdings folgt daraus auch die unmittelbare Verbindlichkeit für die EU-Mitgliedstaaten.

- Beim Sekundärrecht ist zu unterscheiden (laut Art. 288 AEUV)[9]:
  - Verordnungen gem. Art. 288 UA 2 AEUV haben eine unmittelbare Wirkung für Bürger und Mitgliedstaaten in der EU.
  - Richtlinien nach Art. 288 UA 3 AEUV sind bis zu einem bestimmten Termin umzusetzen. Im Gegensatz zur Verordnung geben sie lediglich das Ziel, nicht aber die Mittel, vor. Sie richten sich an den Mitgliedstaat, werden dem Bürger jedoch dadurch Rechtspositionen eingeräumt, die ihn begünstigen, so kann der Mitgliedstaat schadensersatzpflichtig werden bzw. ein Vertragsverletzungsverfahren gegen ihn eingeleitet werden.
  - Beschlüsse richten sich an einzelne Mitgliedstaaten und sind für diese, in allen Teilen, verbindlich.
  - Empfehlungen und Stellungnahmen sind nicht verbindlich.

Europarecht ist in die Normenhierarchie oberhalb des Verfassungsrechts einzustellen. Die europarechtlichen Normen treten neben das mitgliedsstaatliche Recht. Zweierlei ist aber hervorzuheben: Erstens genießt Europarecht, anders als sonst zwischen den Stufen der Normenhierarchie üblich, keinen Geltungs-, sondern lediglich einen Anwendungsvorrang. Kommt es zur Kollision zwischen dem Europarecht und dem innerstaatlichen Recht, so führt jedoch nicht zu dessen Nichtigkeit. Die jeweiligen mitgliedsstaatlichen Vorschriften gelten deshalb weiter und behalten Bedeutung für Fälle, die von den kollidierenden europarechtlichen Normen nicht erfasst sind. Zweitens besitzt Europarecht in Deutschland nur deswegen bindende Wirkung, weil der deutsche Gesetzgeber auf Grundlage des Art. 23 GG Hoheitsrechte auf die Europäische Union übertragen hat (→ Politisches System der Europäischen Union). Da sogar der verfassungsgebende Gesetzgeber gem. Art. 79 Abs. 3 GG außerstande ist, Art. 1 und Art. 20 GG zu ändern, findet eine europarechtliche Norm in Deutschland keine Anwendung, soweit sie mit diesen verfassungsrechtlichen Vorschriften nicht vereinbar ist. Dieser Grundsatz modifiziert und relativiert daher die gegenüber dem deutschen Verfassungsrecht grundsätzlich höherrangige Stellung des Europarechts in der Normenhierarchie.

### Bundesverfassungsrecht
Der Anwendungsvorrang des Unionsrechts erstreckt sich grundsätzlich auch auf das Grundgesetz. Das ist vom Bundesverfassungsgericht in mehreren Entscheidungen anerkannt worden. Das Grundgesetz ist jedoch die wesentliche Rechtsquelle für das innerstaatliche Recht. Rechtssätze unterhalb des Verfassungsrangs, die dem Grundgesetz widersprechen, sind in der Regel verfassungswidrig und vom Bundesverfassungsgericht für nichtig zu erklären. Maßstab aller übrigen innerstaatlichen Rechtsquellen ist daher das Grundgesetz als Bundesverfassung.

### Völkerrecht
Völkerrecht genießt in Deutschland zwar nur den Rang des einfachen Gesetzes (arg. aus Art. 59 Abs. 2 GG), so dass das Grundgesetz hier Vorrang genießt und später erlassene Gesetze für den innerstaatlichen Bereich Völkerrecht verdrängen können (sog. „lex posterior“-Grundsatz). Allerdings gehen die allgemeinen Regeln des Völkerrechts (Völkergewohnheitsrecht), gemäß Art. 25 GG den Gesetzen vor und gelten als deutsches Bundesrecht. Dabei ist umstritten, ob diesen allgemeinen Regeln sogar Verfassungsrang oder ein Rang zwischen Verfassungs- und einfachem Bundesrecht zukommt. In der Praxis kommt dieser Frage kaum Bedeutung zu.
| Theorien zum Verhältnis zu nationalem Recht, zum innerstaatlichen Vollzug, Anwendbarkeit und innerstaatlicher Rang | Theorien zum Verhältnis zu nationalem Recht, zum innerstaatlichen Vollzug, Anwendbarkeit und innerstaatlicher Rang                                           | Theorien zum Verhältnis zu nationalem Recht, zum innerstaatlichen Vollzug, Anwendbarkeit und innerstaatlicher Rang                                                                                      | Theorien zum Verhältnis zu nationalem Recht, zum innerstaatlichen Vollzug, Anwendbarkeit und innerstaatlicher Rang     | Theorien zum Verhältnis zu nationalem Recht, zum innerstaatlichen Vollzug, Anwendbarkeit und innerstaatlicher Rang |
| Verhältnis von Völkerrecht zu nationalem Recht | Innerstaatlicher Vollzug des Völkerrechts | Innerstaatlicher Vollzug des Völkerrechts | Vollzugsfähigkeit | Innerstaatlicher Rang                                                                                              |
| --- | --- | --- | --- | --- |
| - durch völkerrechtlichen Vertrag speziell festgelegt - nicht speziell festgelegt - Monismus Einheit von Völkerrecht und nationalem Recht - mit Völkerrechtsprimat (primacy of IL) Vorrang des Völkerrechts - radikaler Monismus (strict monism) jeder völkerrechtswidrige innerstaatliche Hoheitsakt ist nichtig - gemäßigter Monismus (tempered monism) jeder völkerrechtswidrige innerstaatliche Hoheitsakt ist zunächst gültig, ist aber durch gerichtliche Kontrolle zu verwerfen - mit Primat des nationalen Rechts Vorrang des nationalen Rechts - Dualismus Völkerrecht und nationales Recht sind verschiedene Rechtsordnungen - radikaler Dualismus (strict dualism) keine Konflikte möglich, da getrennte, sich allenfalls tangierende Kreise - gemäßigter Dualismus (tempered dualism) teilweise Überschneidungen und damit Konflikte möglich; im Überschneidungsbereich: Kollisionsnormen, ansonsten: innerstaatlicher Hoheitsakt trotzdem gültig, aber Staat haftet nach außen | | | | |
| Adoptionstheorie (adaption) Völkerrecht ist ohne weiteren Akt innerstaatlich anwendbar | Adoptionstheorie (adaption) Völkerrecht ist ohne weiteren Akt innerstaatlich anwendbar                                                                       | nur self-executing Normen sind anwendbar, vollzugsfähig bzw. transformabel: - die Norm muss hinreichend bestimmt sein und - nach Wortlaut, Zweck und Inhalt den Einzelnen berechtigen oder verpflichten | | |
| Vollzugstheorie (execution) Vollzugsbefehl begründet innerstaatliche Anwendbarkeit, ändert aber nicht den Adressatenkreis oder die Rechtsnatur (Völkerrecht) | | nur self-executing Normen sind anwendbar, vollzugsfähig bzw. transformabel: - die Norm muss hinreichend bestimmt sein und - nach Wortlaut, Zweck und Inhalt den Einzelnen berechtigen oder verpflichten | | |
| Transformationstheorie (transformation) - strenge Transformationstheorie - gemäßigte Transformationstheorie Transformation bewirkt nur Änderung des Adressatenkreises; Inkrafttreten etc. richtet sich daher nach Völkerrecht | - generelle Transformation - spezielle Transformation Einzelfalltransformation z.B. durch Zustimmungsgesetz zu völkerrechtlichen Verträgen = Vertragsgesetze | nur self-executing Normen sind anwendbar, vollzugsfähig bzw. transformabel: - die Norm muss hinreichend bestimmt sein und - nach Wortlaut, Zweck und Inhalt den Einzelnen berechtigen oder verpflichten | Rang des transformierten Rechts richtet sich - nach speziellen Regelungen - ansonsten nach dem Rang des Transformators | |

### Formelle Gesetze
Ein formelles Gesetz (auch: Gesetz im formellen Sinn) ist jede Regelung, die im Rahmen eines förmlichen Gesetzgebungsverfahrens zustande gekommen ist. Im modernen Rechtsstaat ist der zentrale Akt dieses Verfahrens die Verabschiedung durch das Parlament (in Deutschland wird daher synonym auch der Begriff Parlamentsgesetz verwendet). Unterschieden werden einfache (Artikeln 76 bis 78 GG; 80 bis 82 GG) und verfassungsändernde förmliche Gesetze (Artikel 79 Absatz 1 und 2 GG). Verfassungsändernde Gesetze, welche die Menschenwürde oder die in Artikel 20 GG niedergelegten Staatsstrukturprinzipien (Prinzip der Republik, Grundsatz der Gewaltenteilung, Demokratie-, Rechtsstaats-, Sozialstaats- und Bundesstaatsprinzip) berühren, sind unzulässig (Artikel 79 Absatz 3 GG).
Ein formelles Gesetz kann eine Ermächtigung zum Erlass einer Rechtsverordnung (Artikel 80 GG) oder einer Satzung enthalten.
Für die Hierarchie entscheidend steht der Parlamentsakt verfassungsrechtlich verankert an der Spitze. Das im Gemeinen Recht vorherrschende Legislativmonopol bestimmt, dass nur aufgrund von Gesetzesrecht daraus abgeleitetes Recht (Verordnungen usw.) durch eine andere Gewalt erlassen werden darf. Erlässt der Bund außerhalb seiner Kompetenzen Normen, sind diese nichtig. Auf der Webseite www.gesetze-im-internet.de des Bundesministeriums der Justiz ist ein vollständiges Verzeichnis der derzeit gültigen formellen Bundesgesetze abzurufen.
Der Gegenbegriff zum formellen Gesetz ist das materielle Gesetz. Dieser Begriff hat allerdings mit der hier beschriebenen Rangordnung von Rechtsquellen nichts zu tun; Rechtsvorschriften aller Hierarchiestufen können materielle Gesetze sein.

### Verordnungen
Rechtsverordnungen dienen der Entlastung des Gesetzgebers. Sie erscheinen historisch erstmals durch die Bestätigung der Gewaltenteilung im modernen Staat. Die Exekutive wird gesetzlich dazu ermächtigt, technische Fragen, Einzelheiten zu regeln, die den Parlamentsalltag unnötig behindern würden. Diese Delegation ist aber auch durch die verfassungsrechtliche Absicherung legitimiert und stellt daher kein Demokratieproblem dar. Verordnungen werden nicht allein von der Regierung oder einzelnen Ministerien erlassen. Sie sind von allen Verwaltungsstufen vorzufinden.
Beim Erlass von Bundesrechtsverordnungen wirkt auf Bundesebene weitgehend der Bundesrat mit, der jedoch keine wirkliche zweite Kammer darstellt.
Die Rechtsverordnungen lassen sich unterteilen in Regierungsverordnungen und Administrativverordnungen.

### Satzungen
Körperschaften, Anstalten und Stiftungen des öffentlichen Rechts sind durch Gesetz ermächtigt, Satzungen zur Regelung ihrer eigenen Angelegenheiten zu erlassen. Diese Kompetenz ist die so genannte Satzungsautonomie. Insbesondere Universitäten, die Kammern für selbständige Berufe, aber auch Gemeinden – also territoriale oder gruppenplurale Körperschaften – machen davon Gebrauch. Kommunale Satzungen sind Teil des Ortsrechts.

### Tarifvertragsrecht
Im Rahmen der Koalitionsfreiheit haben Tarifverträge für die Mitglieder von Arbeitgeberverbänden und von Gewerkschaften bei beiderseitige Tarifbindung unmittelbare und zwingende Wirkung gegenüber den Regelungen des Arbeitsvertrages, §§ 3, 4 TVG. Nicht tarifgebundene Arbeitnehmer können insofern an Tarifverträge gebunden sein, als diese für allgemeinverbindlich erklärt wurden, § 5 TVG, oder dadurch dass ihr Arbeitsvertrag auf einen einschlägigen Tarifvertrag verweist.
Tarifverträge sind insofern vorrangig gegenüber Betriebsvereinbarungen, als nach § 77 Abs. 3 BetrVG Arbeitsentgelte und sonstige Arbeitsbedingungen, die durch Tarifvertrag geregelt sind oder üblicherweise geregelt werden, nicht Gegenstand von Betriebsvereinbarungen sein können.

### Verwaltungsvorschriften
Grundsätzlich binden die Verwaltungsvorschriften mit wenigen Ausnahmen nur die Verwaltung selbst. Sie können jedoch bei normkonkretisierender Wirkung und in Verbindung mit dem Gleichheitsgrundsatz auch für den Bürger selbst Bedeutung erlangen. Mithin ist auch den Verwaltungsvorschriften die Qualität einer Rechtsquelle zuzusprechen. Verwaltungsvorschriften können unter bestimmten Ausnahmen von der höchstrichterlichen Rechtsprechung abweichen und sind in dieser Darstellung noch vor dem Gewohnheits- und Richterrecht angeführt.

### Gewohnheitsrecht
Gewohnheitsrecht entsteht, wo durch lange Übung und die Überzeugung der Rechtmäßigkeit dieser Übung nicht verschriftlichte Regelungen entstehen (sog. opinio necessitatis), die als Rechtssatz formulierbar sind (longa consuetudo). Gewohnheitsrecht kann auf jeder Stufe der Normenpyramide entstehen (z. B. Verfassungsgewohnheitsrecht, Observanz). Eingriffe in Grundrechte müssen allerdings immer auf ein förmliches Gesetz gestützt werden (Gesetzesvorbehalt), sodass insoweit kein entgegenstehendes Gewohnheitsrecht mehr neu entstehen kann (in Betracht kommt aber vorkonstitutionelles Recht).

### Richterrecht
Der Ausdruck Richterrecht wird teilweise im Hinblick auf sämtliche gerichtlichen Entscheidungen benutzt, teilweise enger nur im Hinblick auf richterliche Rechtsfortbildung. Eine Auslegung von Gesetzen ist stets erforderlich, da der Gesetzgeber nicht jeden Sachverhalt voraussehen und insbesondere auch nicht jeden Sachverhalt im Einzelnen regeln kann. Eine richterliche Rechtsfortbildung ist dagegen nur zulässig, wenn das geltende Recht lückenhaft ist und die entsprechenden verfassungsrechtlichen Voraussetzungen vorliegen.
Die Verbindlichkeit des Richterrechts wird gemeinhin schwächer eingestuft, als sie den übrigen Rechtsquellen zukommt. Teilweise ist umstritten, ob dem Richterrecht überhaupt Rechtsquellencharakter zukommt. Da aber die Entscheidungen der Obergerichte gewisse (zumindest faktische) Bindungswirkung über den entschiedenen Sachverhalt hinaus erlangen können, wird zunehmend der Rechtsquellencharakter des Richterrechts betont. Da der Bürger die Gesetze beachten muss und da die Gesetze so zu verstehen sind, wie sie von den Gerichten ausgelegt werden, besteht de facto eine Bindungswirkung.